# Ежов, Николай Дмитриевич
Николай Дмитриевич Ежов (3 апреля 1904, Москва, Российская Империя — 4 мая 1954, Москва) — советский военный деятель, генерал-майор авиации (18.04.1943).

## Биография
Родился 3 апреля 1904 года в  Москве в рабочей семье. Русский.

### Военная служба

#### Межвоенные годы
С января 1923 года — курсант военно-морского подготовительного училища. С октября 1924 года — курсант  Военно-морского училища имени М. В. Фрунзе, с мая по октябрь 1928 года проходил стажировку на крейсере «Червона Украина» Черноморского флота. Член ВКП(б) с 1925 года.  С сентября 1928 года, после окончания училища, служит  политруком роты Объединенной школы Учебного Отряда ЧФ. 
С октября 1928 года- слушатель школы морских летчиков и летнабов в Севастополе. С апреля 1931 года, после окончания школы, старший летнаб 63-й авиаэскадрилии Военно-воздушных сил Черноморского флота. С ноября 1931 года - начальник штаба 60-й авиаэскадрилии ВВС ЧФ. С декабря 1933 года- начальник 1-го сектора Управления ВВС ЧФ.
С февраля 1935 года - помощник начальника, а с апреля 1937 года - начальник 5-го отдела Управления Морских Сил РККА. С августа 1937 года - в распоряжении начальника 2-го отдела ВВС РККА.  С февраля 1938 года - начальник отделения  2-го отдела  Управления ВВС РККА. С сентября 1939 года - заместитель начальника а с апреля 1940 года - начальник отдела боевой подготовки  Управления авиации ВМФ СССР. Участник советско-финской войны. 21 апреля 1939 года, за образцовое выполнение боевых заданий Командования на фронте борьбы с финской белогвардейщиной и проявленные при этом доблесть и мужество, капитан 3-го ранга Ежов был награждён орденом  Красной Звезды. На сборах комсостава ВВС ВМФ в мае 1941 года выступил с докладом по опыту войны на тему «Взаимодействие авиации и флота при ударе по боевым кораблям».

#### Великая Отечественная война
С началом войны в прежней должности. Руководя отделом боевой подготовки  добился значительных результатов в деле подготовки летного состава ВВС ВМФ, при его личном  участии и под его руководством изданы дополнения к наставлению  по штурманской службе, обобщён, актуализирова и доведён до командного летного  состава морских авиационных частей положительный опыт тактики  советских ВВС начального периода войны. 14 июня 1942 года, за образцовое выполнение заданий командования,  полковник Ежов был награждён орденом Красного Знамени.
С января 1943 года - начальник  Управления боевой подготовки  и формирований Главного  управления ВВС ВМФ, а июня 1944 года генерал-майор авиации Ежов - начальник  Управления боевой подготовки  и  ВУЗов Главного  управления ВВС ВМФ.
Из аттестации: «На протяжении всей Отечественной войны руководил боевой подготовкой авиации ВМФ и около двух лет совмещал эту работу с руководством подготовкой летно-тех-нических кадров в авиаучилищах...  В боевой подготовке авиации были достигнуты отличные результаты, позволившие частям давать большой боевой эффект. В подготовке летных кадров был проведен ряд организационно-методических мероприятий, позволявших дешевле и быстрее готовить летчиков. Один из наиболее грамотных генералов авиации ВМФ. Наличие военно-морского образования в сочетании с хорошими знаниями авиации позволяют ему грамотно решать вопросы подготовки кадров авиации флота»..
24 мая 1945 года, за образцовое выполнение заданий командования,  генерал-майор Ежов был награждён  орден Нахимова I степени.
Участник  советско-японской войны.

#### Послевоенное время
После окончания войны оставался в прежней должности. С октября 1945 года — начальник Управления Военно-морских авиационных учебных заведений авиации. С сентября 1946 года — слушатель академических курсов офицерского состава ВВС при Военно-морской академии  им. К. Е. Ворошилова. После окончания курсов, с ноября 1947 года — начальник штаба Высших офицерских курсов авиации ВМС. С января 1953 года — слушатель военно-морского факультета Высшей военной академии имени К. Е. Ворошилова. 
Скончался 3 мая 1954 года. Похоронен на Ваганьковском кладбище в Москве.

## Награды
- орден Ленина (24.06.1948)[4][5];
- три ордена Красного Знамени (14.06.1942[6], 03.11.1944[7][5], 03.11.1953[4][5]);
- орден Нахимова I степени (24.05.1945)[8];
- два ордена Красной Звезды (21.04.1940[4],  31.05.1944[9])
  - медали в том числе:
  - «За оборону Москвы» (1945)[4];
  - «За победу над Германией в Великой Отечественной войне 1941—1945 гг.» (22.06.1945)[10]
  - «За победу над Японией» (21.02.1946)[11];
- наградное оружие (1954)[2].